# Diaochan
Diao Chan (貂蟬) es una de las Cuatro Bellezas de la antigua China. A diferencia de las otras tres bellezas, de ella no  hay evidencia alguna que sugiera su existencia real; siendo una figura mayormente legendaria. Es mencionado en los registros históricos chinos que Lü Bu tuvo un romance secreto con una de las sirvientas de Dong Zhuo y, constantemente temeroso de ser descubierto, fue una de las razones por la que Lü Bu ordenó la muerte de Dong Zhuo en 192. Aun así, el nombre de la sirvienta no fue conservado en la historia. Diaochan es más conocida por su papel en la novela histórica clásica del siglo XIV Romance de los Tres Reinos, la cual narra los acontecimientos sucedidos durante el final de la Dinastía Han Oriental y el periodo de los Tres Reinos. En la novela, tiene un idilio con el guerrero Lü Bu y le provoca para que traicione y mate a su padre adoptivo, el tiránico señor de la guerra Dong Zhuo. El nombre "Diaochan", el cual literalmente significa "cibelina cigarra", se cree derivado de las colas de marta cibelina y decoraciones de jade en forma de cigarra qué adornaban los sombreros de los altos oficiales durante la dinastía de los Han Orientales.

## En Romance de los Tres Reinos
En la novela histórica Romance de los Tres Reinos, Diaochan secunda al oficial Wang Yun en un plan para persuadir a Lü Bu de que mate a su padre adoptivo, el tiránico señor de la guerra Dong Zhuo. Wang Yun la presenta a Dong Zhuo como concubina, pero también la promete a Lü Bu al mismo tiempo. Diaochan utiliza su belleza para poner a Dong Zhuo y Lü Bu uno contra el otro, incitando los celos entre ellos.
Mientras Dong Zhuo está fuera un día, Lü Bu entra en su dormitorio con la esperanza de ver a Diaochan. Diaochan simula estar asustada por la irrupción y trata de suicidarse intentando lanzarse al estanque del jardín, diciendo que está avergonzada de ver a Lü Bu porque ha sido violada por Dong Zhuo. Lü Bu con el corazón roto le promete que no la dejará más padeciendo en las manos de Dong Zhuo. Justo entonces, Dong Zhuo regresa y les ve abrazados. Cuando Lü Bu huye, Dong Zhuo le persigue y se abalanza sobre él, pero se escabulle. En el camino, Dong Zhuo habla con su asesor, Li Ru, quién le sugiere dejar que Lü Bu se quede con Diaochan, con objeto de ganarse la confianza de Lü. Dong Zhuo vuelve ante Diaochan y la acusa de traicionar su amor, diciendo que pretende presentarla a Lü Bu. Diaochan responde indignada que Lü Bu la abrazó en contra de su voluntad y su intento de suicidio fue para "probar su amor" por Dong Zhuo. Dong Zhuo se conmueve y rechaza la idea de repudiarla.
Lü Bu indignado va a casa de Wang Yun para descargar su frustración. Wang entonces aprovecha la oportunidad para instigar a Lü Bu de que mate a Dong Zhuo. Lü Bu mata a Dong Zhuo cuándo asisten a la ceremonia del Emperador Xian para abdicar al trono; la ceremonia es de hecho una trampa preparada por Wang Yun y Lü Bu. Después de que Dong Zhuo sea asesinado, los seguidores de Dong, dirigidos por Li Jue y Guo Si, atacan Chang'an (la capital de los Han) para vengar a su señor. Lü Bu resulta derrotado en batalla y forzado a huir.
El destino de Diaochan difiere en varias versiones: algunas indican que es asesinada por los seguidores de Dong Zhuo, junto con Wang Yun, después de que Lü Bu huyera; otros reclaman que siguió a Lü Bu en su huida. En algunas adaptaciones de la novela, Diaochan es ejecutada junto con Lü Bu después de que Lü sea derrotado en la Batalla de Xiapi.

## En los cuentos folclóricos
En un cuento tradicional, Diaochan es capturada por Cao Cao después de la Batalla de Xiapi. Cao Cao la presenta a Guan Yu con la esperanza de ganarse la lealtad de Guan. Guan Yu, aun así, sospecha que está siendo burlado cuándo recuerda qué Diaochan había traicionado a Lü Bu y Dong Zhuo, y la mata para impedir que también le pueda hacer daño a él. En otro cuento, Liu Bei, Guan Yu y Zhang Fei quieren casarse con Diaochan, y argumentan amargamente sobre el asunto. Guan Yu la mata para acabar con la disputa.
En el relato de la dinastía Yuan Lianhuan Ji (連環計), Diaochan es la hija de Ren Ang (任昂), y su nombre es Ren Hongchang (任紅昌). Está al cargo de cuidar del Sombrero de Cibelina y Cigarra (貂蟬冠), así que empieza a ser llamada "Diaochan" ("cibelina cigarra"). Es ofrecida a Guan Yu por Zhang Fei después de la muerte de Lü Bu. En vez de aceptarla como reparación de guerra, Guan Yu la decapita con su espada. Este acontecimiento no es mencionado en los registros históricos o en el Idilio de los Tres Reinos, pero fue propagado a través de los medios populares como óperas y cuentos.

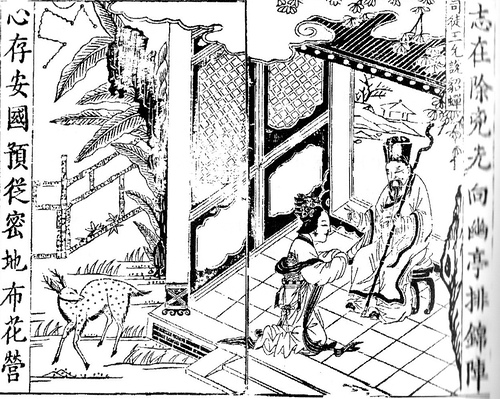
Un ilustración de la dinastía Qing que muestra a Diaochan y Wang Yun hablando sobre su plan para hacer que Lü Bu mate a Dong Zhuo.

## En la cultura popular
Diaochan aparece como un caractér jugable en Koei's Dynasty y en la serie de videojuegos Warriors Orochi. También aparece en la serie manga Souten Kouro. En las cartas de juego Magic: The Gathering, hay una tarjeta de "Criatura Legendaria" llamada "Diaochan, Astuta Belleza".
Actrices notables han interpretado a Diaochan en películas y series de televisión como: Violeta Koo, en Diao Chan (1938); Lin Dai, en Diao Chan (1958); Chen Hong, en Romance de los Tres Reinos (1994); Irene Chiu, en Guan Gong (1996); Chen Hao, en Tres Reinos (2010); Gülnezer Bextiyar, en Dios de la Guerra, Zhao Yun (2016).
También su nombre es utilizado en el videojuego GunboundM el cual representa la figura avatar de un gato con la capacidad de regenerar su vida.
En el MOBA Móvil "Héroes Evolved" de R2Games es una de las campeonas disponible. Su agilidad y maestría con los abanicos la hacen una predilecta opción en este juego.